# Valdonia
Valdonia là một chi rêu trong họ Seligeriaceae.